# ONPIA
ONPIA és el nom comú (sorgit del seu anagrama) de la Organización de las Naciones y Pueblos Indígenas en Argentina (Organització de les Nacions i Pobles Indígenes en l'Argentina) dedicada a defensar els drets de tota mena dels indígenes a l'Argentina. Es va crear l'any 2003. Actua a tot el país.
La seva bandera és blanca amb l'emblema al centre sobre el qual les lletres ONPIA en negre; sota l'emblema el nom de l'organització en dues línies.